# Embalse del Negratín
El embalse del Negratín se encuentra situado en el nororiental de la provincia de Granada, España, sobre el cauce del río Guadiana Menor. Está en los municipios de Guadix —por el exclave de Bácor-Olivar—, Freila, Zújar, Baza, Benamaurel, Cortes de Baza y Cuevas del Campo.

## Características
Con una superficie de 2170 ha y una capacidad de 567 hm³, es el cuarto embalse más grande de la comunidad autónoma de Andalucía, solo superado por el embalse de Iznájar (981 hm³), el embalse de Guadalcacín (853 hm³) y el embalse de la Breña (823 hm³). La presa es mixta construida de gravedad y materiales sueltos con pantalla asfáltica para impermeabilizar. Se escogió esta solución debido a que el estribo izquierdo no era lo suficientemente estable como para construir una presa de hormigón.
Los usos a los que se destina el embalse es el hidroeléctrico y el riego.

## Entorno
Fue inaugurado el 31 de diciembre de 1984 y su construcción supuso la desaparición de Las Juntas (pedanía de Zújar), del antiguo balneario conocido como Baños de Zújar, de las vías de comunicación entre Zújar y la pedanía Carramaiza, y de distintas cortijadas (La Gata, Cortijo de los Contadores, Cortijo Seco) que quedaron bajo las aguas. En la actualidad existen zonas habilitadas en el embalse y sus alrededores para practicar deportes como piragüismo, bicicleta de montaña, senderismo y parapente; y otras actividades de ocio como pesca, pic-nic, y baño tanto en la playa de Freila como en la playa nudista-textil de Cuevas del Campo.
En 1999 se autorizó la transferencia desde el embalse del Negratín al embalse de Cuevas del Almanzora. La conexión o trasvase Negratín - Almanzora, entró en servicio en 2004. Consiste en una conducción de 120 km, siete balsas de regulación y dos minicentrales hidroeléctricas para transportar 50 hm³ anuales..

## La presa

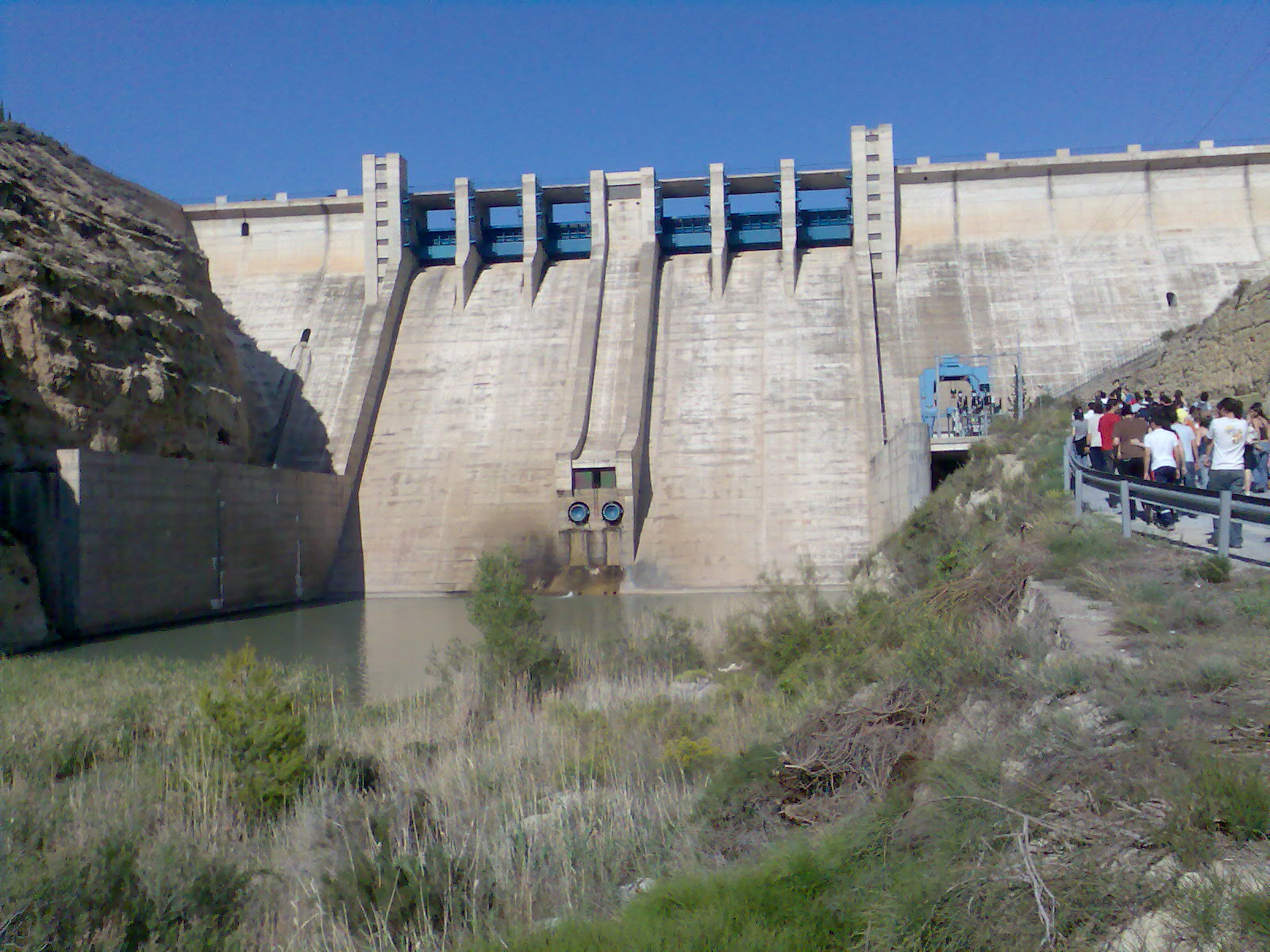
Aliviaderos de la presa de hormigón

La Presa del Negratín (1.984) es de tipo mixta, de Gravedad y Materiales sueltos con pantalla asfáltica, planta recta, tiene una altura sobre el cauce de 67 m y sobre cimientos de 75 m. La longitud de coronación es de 439 m y el ancho de coronación de 10 m, siendo el volumen total del cuerpo de la presa de 1061,11 m³.
El aliviadero es de compuertas, contando con una capacidad de 2503 m³/s. Mientras que el desagües de fondo lo forman 2 conductos, con una capacidad de desagüe de 145 m³/s.
Esta registrada como una presa de categoría A.

## Conexión Negratín-Almanzora
El proyecto consistió en transvasar 50 hectómetros cúbicos al año del embalse de Negratín (cuenca del Guadalquivir, Granada) al embalse de Cuevas de Almanzora (cuenca del Sur, Almería). La conducción cuenta con una longitud de 52,5 kilómetros y el cruce del río Almanzora se realiza mediante puentes-acueductos.